# G. Hajnóczy Rózsa
G. Hajnóczy Rózsa, születési nevén Hajnóczy Rózsa Erzsébet Eugénia (Lőcse, 1892. július 19. – Budapest, Józsefváros, 1944. július 11.) magyar írónő, Germanus Gyula orientalista felesége.

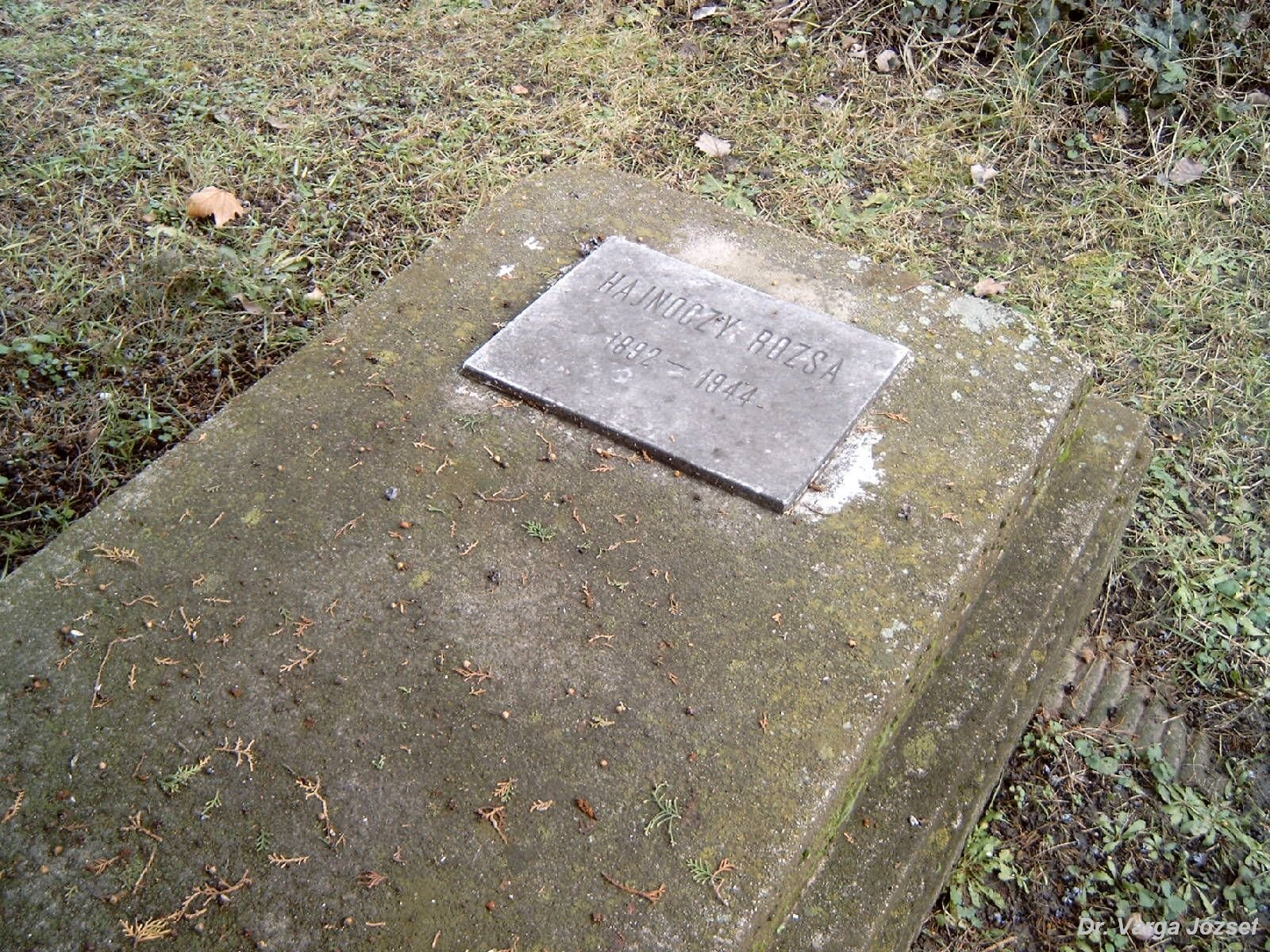
Sírja a Fiumei úti sírkertben (34-7-10)

## Életpályája
Hajnóczy József Rajmund (eredeti nevén Zák Rajmund, Derecske, 1854 – Lőcse, 1931) Szepes vármegyei királyi tanfelügyelő és Marcsek Eugenia (Késmárk, 1855 – Lőcse, 1939) leányaként született, tíz testvér közül a hatodikként. 1892. augusztus 8-án keresztelték. 1918-ban lett Germanus Gyula első felesége. Férjét elkísérte a hároméves bengáli útra, ahol Santiniketán egyetemén az iszlámtörténeti tanszék vezetőjeként dolgozott. Hajnóczy naplójegyzetei alapján írta meg könyvét (Bengáli tűz), amely az indiai évek hol groteszk, hol mulatságos, hol könnyfakasztó, hol pedig szívbemarkolóan szomorú élményein alapszik.
Indiából írt 13 hosszú leveléből nyomon követhető, hogy mi a tény és mi az írói fantázia szülte regényes adalék könyvében. Hajnóczy nemcsak a családtagoknak írt, de élménybeszámolóit rendszeresen közölte a Szepesi Hírlap is.
Mivel nehezen viselte a második világháború megpróbáltatásait Budapesten, férje vidéken próbált nyári lakást keríteni számára. Amikorra visszatért, feleségét eszméletlenül találta, aki nagy adag altatót (Phanodormot) vett be, s hiába vitték be a Szent Rókus Kórházba, már nem lehetett segíteni rajta.
Sírja a Fiumei úti sírkertben látogatható (34-7-10).

## Művei
- Bengáli tűz I-III. Három esztendő története, Singer és Wolfner Irodalmi Intézet Rt., Budapest, 1943[5]

### Műfordítása
- Heinrich Mann: Egy király ifjúsága (Budapest, 1944)